# 1984年ロサンゼルスオリンピックのトルコ選手団
1984年ロサンゼルスオリンピックのトルコ選手団（1984ねんロサンゼルスオリンピックのトルコせんしゅだん）は、1984年7月28日から8月12日にかけてアメリカ合衆国のロサンゼルスで開催された1984年ロサンゼルスオリンピックのトルコ選手団、およびその競技結果。

## 概要
今大会は銅メダル3個を獲得した。

## メダル
| メダル | 選手名                 | 競技       | 種目                        |
| ------ | ---------------------- | ---------- | --------------------------- |
| 銅     | アイハン・タシュクン   | レスリング | 男子フリースタイル100kg超級 |
| 銅     | イユプ・キャン         | ボクシング | 男子フライ級                |
| 銅     | トゥルグト・アイカジュ | ボクシング | 男子フェザー級              |